# Djibo Airport
Djibo Airport är en flygplats i Burkina Faso.   Den ligger i provinsen Province du Soum och regionen Sahel, i den norra delen av landet, 200 km norr om huvudstaden Ouagadougou. Djibo Airport ligger 294 meter över havet.
Terrängen runt Djibo Airport är platt. Närmaste större samhälle är Djibo, 2,9 km söder om Djibo Airport.
Trakten runt Djibo Airport består i huvudsak av gräsmarker. Runt Djibo Airport är det ganska glesbefolkat, med 29 invånare per kvadratkilometer.